# 王宮坡方尖碑
王宮坡方尖碑（瑞典語：Obelisken i Stockholm）是一座位於瑞典斯德哥爾摩老城區王宮坡的一座方尖碑，被視為瑞典首都的中心點。該紀念碑於1800年揭幕，以紀念斯德哥爾摩市民在1788年俄瑞戰爭期間的事蹟。
2017年，由於年代久遠和受天氣影響的損壞，原方尖碑被拆除，使用新石材的第二代紀念碑則並於2020年春季重新修建。

## 歷史
該方尖碑是由古斯塔夫三世國王委託建造，以向1788-1790年俄瑞戰爭期間仍守護首都的斯德哥爾摩資產階級居民表示感謝，方尖碑的新埃及風格設計由藝術家讓·路易·德普雷製作，並由發明家和機械團隊指揮官喬納斯·莉德絲壯在於1798年至1800年期間興建。當時，這座建築被認為相當複雜，方尖碑的主體結構由許多沉重的石頭巨塊組成，而不像古代製作從一塊石頭中切割而成。當方尖碑豎立時，莉德絲壯被授予爵位，他的合作夥伴英格馬爾·埃倫伯格（Ingemar Ehrenberg）則獲得了Illis Quorum勳章。
國王在1790年8月30日的演講中表示：
|  | ...我希望為未來留下對忠誠的見證，以供後人效仿。因此，我決定建造一座紀念碑或方尖碑，它將成為我繼任者的提醒，提醒他們我在市政當局和市民中所感受到的忠誠。為了實現這個目的，我決定將作為我指揮的海軍獲得勝利的獎金用於建造紀念碑。 |

由於古斯塔夫三世國王在紀念碑完工之前去世，1800年10月3日，則由下一任國王古斯塔夫四世·阿道夫揭幕了這座方尖碑的啟用典禮，來自斯韋亞衛隊和哥得衛隊的部隊組成了陣法，在陣法內則站著受邀的皇家六翼天使勋章騎士、瑞典地方法官、斯德哥爾摩總督等人。古斯塔夫四世·阿道夫騎著馬到達現場，由輕騎兵的一個中隊護送，還包括皇家宮廷的一隊隨從。國王騎到方尖碑前走上第三級台階，並在揭幕時說道：
|  | 因為我最尊貴的父親不幸地過早離世，所以我有幸建立這座紀念碑。在他的統治期間，他決定為斯德哥爾摩市民建立這座紀念碑，以表彰他們在最後一場戰爭中的忠誠和熱愛。今天，我非常高興能夠履行我已故父親的意願，並代表他向斯德哥爾摩市民宣布皇家的慈悲和善意，感謝他們始終如一的忠誠和熱愛，尤其是在他的統治期間，當困擾和挫折給予這些價值更深刻的意義時。 |

斯德哥爾摩總督塞繆爾·阿夫·烏格拉斯（Samuel af Ugglas）則作為城市代表，向國王感謝這份禮物。

### 2012年至2020年修復工程
自完工以來，方尖碑結構便出現了問題，包括出現了裂縫，這些裂縫的根源可以追溯到最初的結構設計，組成石碑的17個花崗岩塊是用鐵夾子固定在一起的。由於濕氣滲入，這些鐵夾子開始生鏽，導致石頭產生了應力和裂縫。導致自完工以來的兩個世紀都不斷進行修復。
2012年，王宮坡方尖碑出現明顯的劣化跡象，使紀念碑周圍的區域被圍起來，以保護公眾免受可能掉落的石塊的傷害。2017年，方尖碑主體被拆除並移走進行修復工作。最初預計修復工作需要大約一年時間，但後來確定了構成紀念碑的基座損壞嚴重，無法修復。因而決定從亨內博斯特蘭德附近的一個地區，開採具有相似技術和美學特性的波赫斯花崗岩。
方尖碑的柱身從2020年4月開始重新建造，最終的頂部部件於2020年6月17日安裝完成，新方尖碑由石匠泰德·札爾（Ted Zaar）在維爾舒爾特的扎拉石（aarstone）公司加工。，同年12月，新方尖碑獲授瑞典石材行業協會石材獎。

## 設計

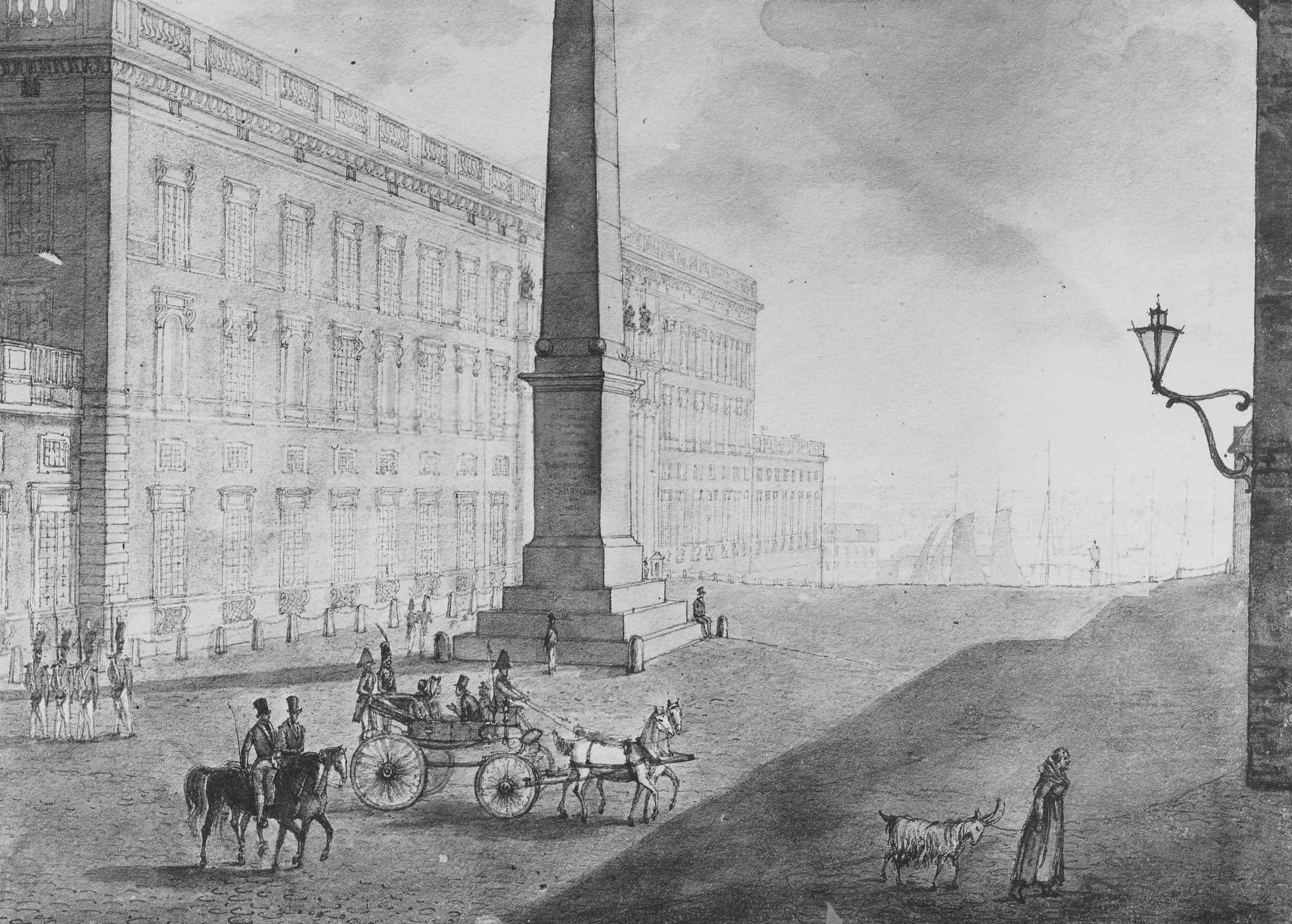
1820年的王宮坡方尖碑
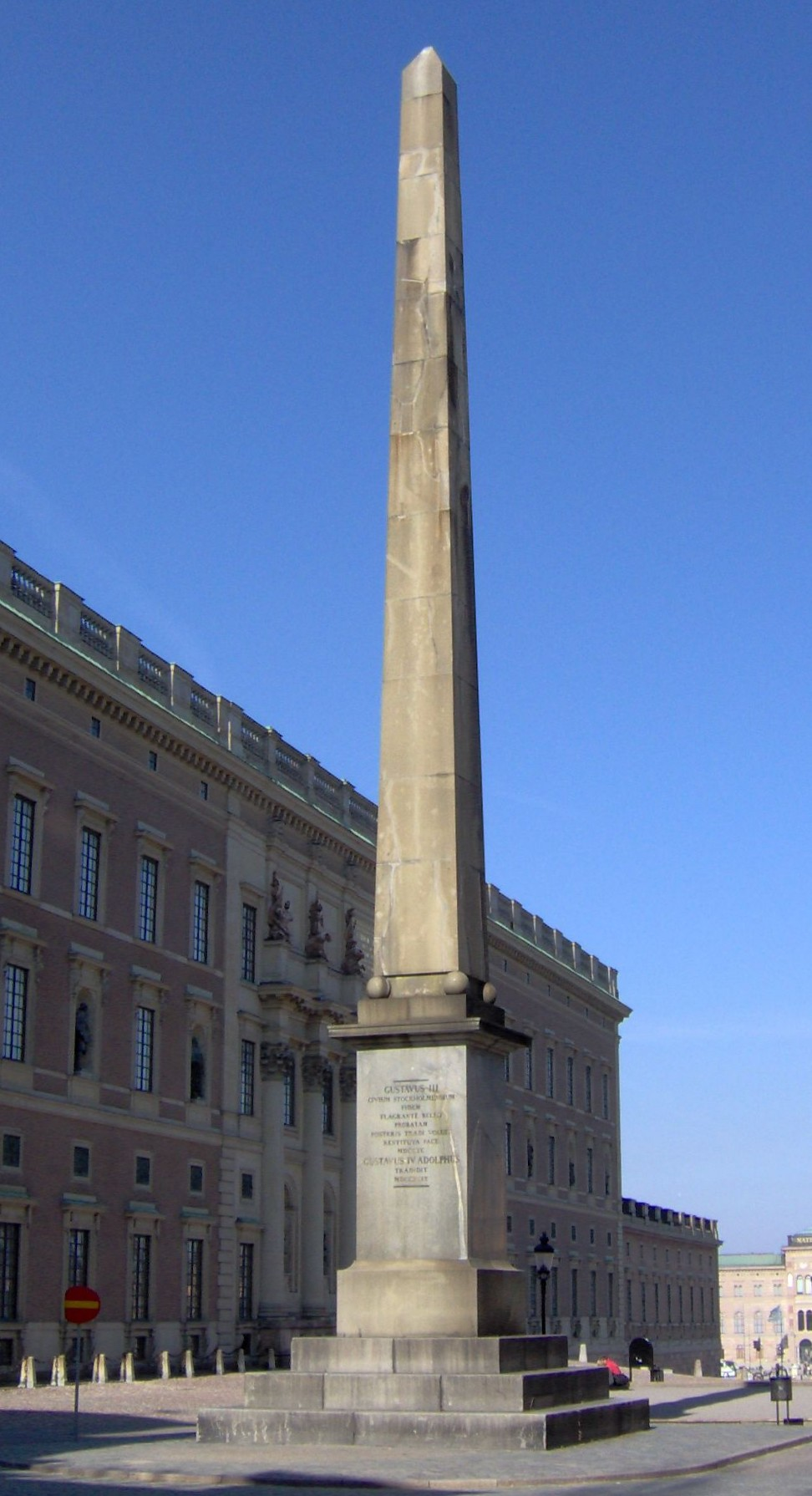
2006年的王宮坡方尖碑
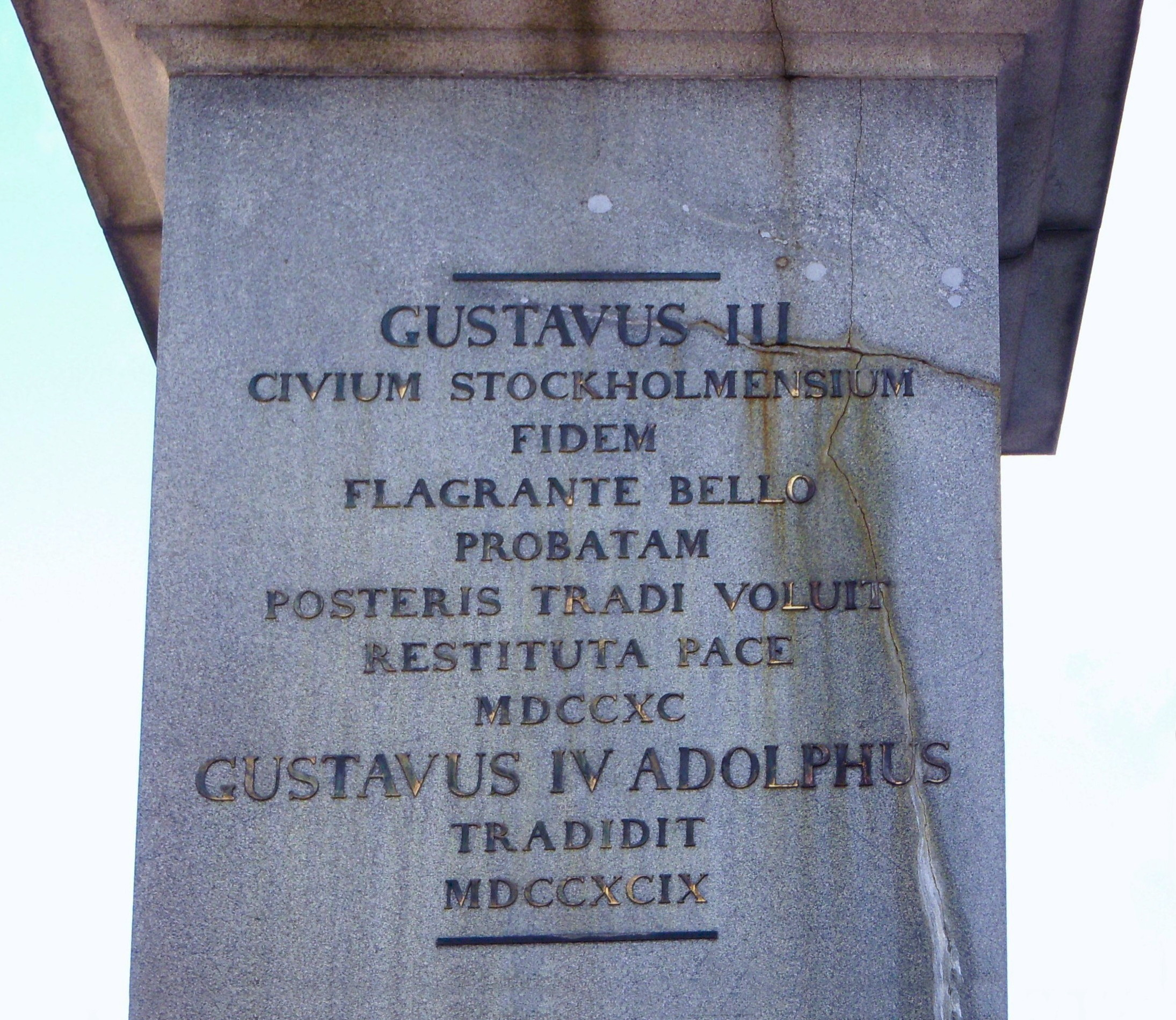
初代方尖碑的誌記
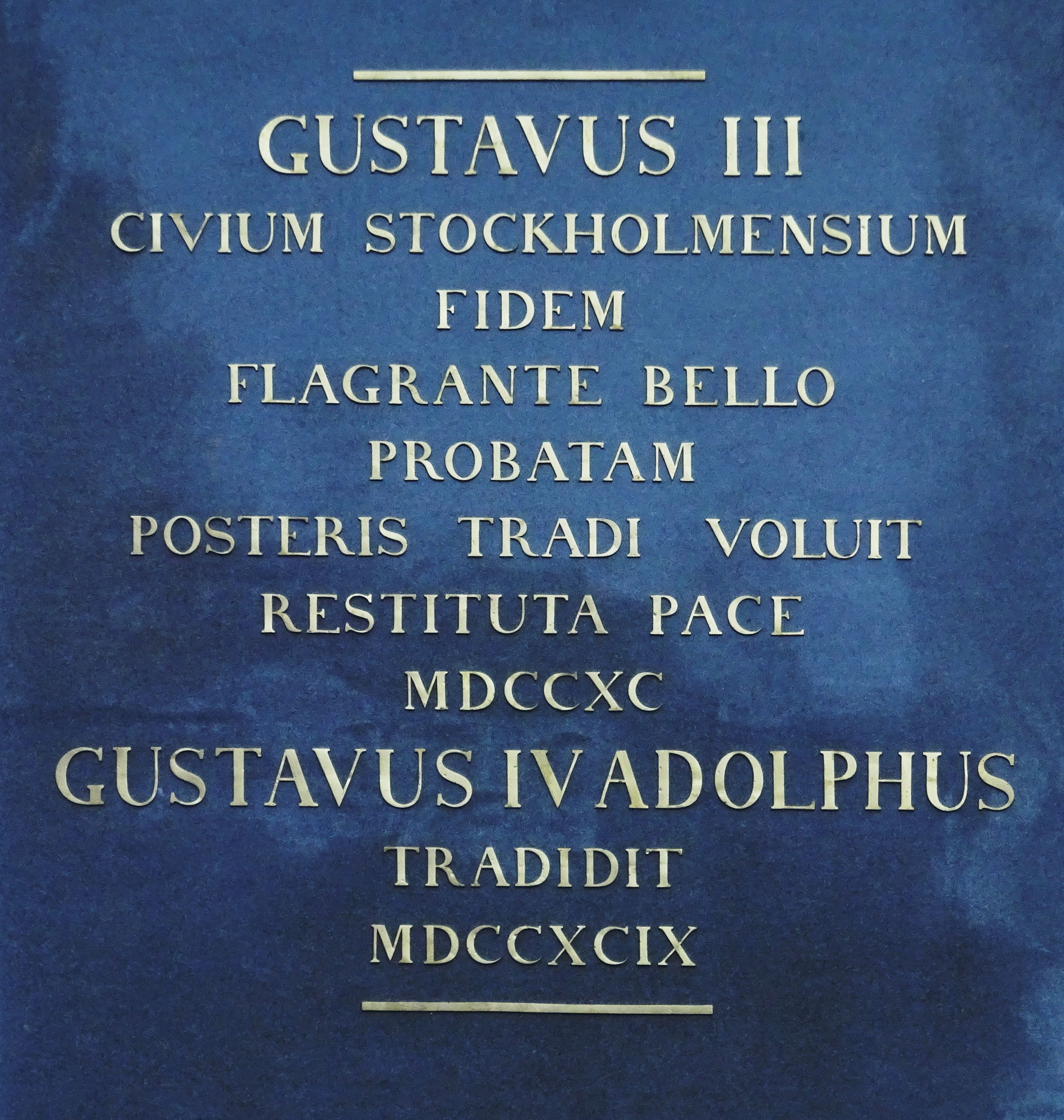
第二代方尖碑的誌記

原始的石製方尖碑高度近30公尺（98英尺），包括5公尺（16英尺）的底座。該結構重達150噸，由17塊不同的花崗岩組成，據信這些花崗岩來自附近的烏爾夫鬆達
新的方尖碑也高達30公尺（98英尺），但重量為280噸，由實心石材建造，不像原始的方尖碑由石塊組成
，此外，方尖碑被視為斯德哥爾摩所有街道的核心軸線，僅有少數串連小街道的街道，如比格爾·亞爾斯街例外。
此外需注意的是，方尖碑上刻有古斯塔夫四世·阿道夫的名字，這在斯德哥爾摩的任何其他公共紀念碑上都無法看到。當古斯塔夫·阿道夫被罷免時，他的名字在公共場所隨處可見，但方尖碑上的名字卻沒有動過。紀念碑上帶有拉丁語（西側）和瑞典語（東側）銘文，以及瑞典諺語：
|  | GUSTAF III BESLÖT EFTER ÅTERVUNNEN FRED MDCCXC GUSTAF IV ADOLPH UPPRESTE MDCCXCIX DETTA MINNE AF STOCKHOLMS BORGERSKAPS TROHET OCH NIT UNDER KRIGET. |